# ستيفن نيفيل
ستيفن نيفيل (بالإنجليزية: Steven Neville)‏ هو سياسي أمريكي، ولد في 30 يونيو 1950 في سانتا فيه في الولايات المتحدة. حزبياً، نشط في الحزب الجمهوري. وقد انتخب عضو مجلس ولاية نيومكسيكو.